# Test Drive (videojuego)
Test Drive es un videojuego de carreras desarrollado por Distinctive Software y publicado por Accolade en 1987. Es el primero de la serie de videojuegos Test Drive y ha sido seguido de numerosas secuelas.
El siguiente juego de la serie fue The Duel: Test Drive II.

## Jugabilidad
El jugador elige un auto deportivo de entre cinco disponibles para conducirle en un camino tortuoso de dos carriles, mientras trata de esquivar el tráfico y evitar ser detenido por la policía.  El juego está dividido en cinco pantallas separadas por estaciones de gasolina.
Los vehículos que pueden ser elegidos son:
- Lamborghini Countach
- Ferrari Testarossa
- Lotus Esprit Turbo
- Porsche 911 Turbo (930)
- Chevrolet Corvette (C4)

## Lanzamiento
En 1987, Accolade publicó Test Drive como un juego de computadora en todo el mundo y Electronic Arts lo importó al Reino Unido. La calidad de los ports para Amiga, Atari ST, Commodore 64 y DOS difieren entre sí. Las imágenes detalladas y el audio de la versión Amiga representaron de manera realista el tema de carreras del juego, mientras que su contraparte para Atari ST usó gráficos y efectos de sonido simplificados. Los ports para Commodore 64 y DOS eran de calidad similar a la versión para Amiga. La jugabilidad se mantuvo intacta para todas las plataformas.

## Recepción y legado
Test Drive fue un éxito comercial. A finales de 1989, Video Games & Computer Entertainment informó que las ventas del juego habían superado las 400.000 unidades y estaban en camino de alcanzar la marca del medio millón.
Recibió críticas generalmente positivas de críticos de videojuegos. Computer Gaming World declaró en 1987 que Test Drive "ofrece gráficos sobresalientes y el potencial de 'enganchar' cada fan de Pole Position". Compute! elogió los excelentes gráficos y el sonido, pero señaló que el juego solo tenía un curso. El juego fue reseñado en 1988 en Dragon #132 por Hartley, Patricia y Kirk Lesser en la columna "The Role of Computers". Los revisores le dieron al juego 4 1⁄2 de 5 estrellas. David M. Wilson revisó el juego para Computer Gaming World y afirmó que "puede haber juegos de carreras más competitivos en el mercado, pero este juego combina el placer de conducir cinco de los autos deportivos más exóticos en el mundo con dejar atrás a los "Smokies" en las carreteras de montaña. ¿Qué más podría pedir un adicto a los autos de carreras (o fanático de los juegos electrónicos)? "
Test Drive generó varias secuelas y spin-offs. Distinctive Software desarrolló su secuela de 1989, The Duel: Test Drive II, utilizando varias bibliotecas de software. Distinctive (como Unlimited Software, Inc.) usó las bibliotecas de software antes mencionadas para un port para MS-DOS de Outrun, lo que resultó en la demanda Accolade v. Distinctive. Distinctive Software ganó, por lo que los derechos para hacer los juegos de Test Drive sin el código fuente se transfirieron a Accolade. El tribunal también determinó que Accolade no había demostrado que el equilibrio de las dificultades estuviera a su favor. Otra secuela, Test Drive III: The Passion, fue desarrollada y publicada por Accolade en 1990.
En 1997, Accolade distribuyó Test Drive: Off-Road, un derivado de carreras de camionetas todoterreno, y Test Drive 4, el primer videojuego desarrollado por Pitbull Syndicate. En 1998, Pitbull Syndicate desarrolló otros dos títulos de Test Drive, Test Drive 4X4 (también conocido como Test Drive Off-Road 2), una secuela de Test Drive: Off-Road spin-off y Test Drive 5; Ambos juegos fueron las dos últimas entradas de la serie publicadas por Accolade. En abril de 1999, Accolade fue adquirida por la empresa francesa de videojuegos Infogrames Entertainment por una suma combinada de US$60 million, US$50 million de los cuales en efectivo y US$10 million en capital de crecimiento, y pasó a llamarse Infogrames North America, Inc. El director ejecutivo de la empresa, Jim Barnett, fue nombrado director de la filial de distribución estadounidense de Infogrames Entertainment. Como resultado, Test Drive 6 fue el primer juego de la serie que fue publicado por Infogrames en 1999. TD Overdrive: The Brotherhood of Speed (también conocido como Test Drive) fue la última entrada de la serie desarrollada por Pitbull Syndicate, y como resultado, el siguiente juego de la serie, Test Drive: Eve of Destruction, fue desarrollado por Monster Games en 2003.